# Pteroptrix calva
Pteroptrix calva är en stekelart som först beskrevs av Gennaro Viggiani och Ren Hui 1986.  Pteroptrix calva ingår i släktet Pteroptrix och familjen växtlussteklar. Inga underarter finns listade i Catalogue of Life.